# オッテルロー
座標: 北緯52度06分 東経5度47分 / 北緯52.100度 東経5.783度
オッテルロー (Otterlo) は、オランダ・ヘルダーラント州エーデの村である。
フィンセント・ファン・ゴッホのコレクションで知られるクレラー・ミュラー美術館がある。
1818年までは独立した基礎自治体であったが、同年エーデに合併された。